# Mimetisme de Bates

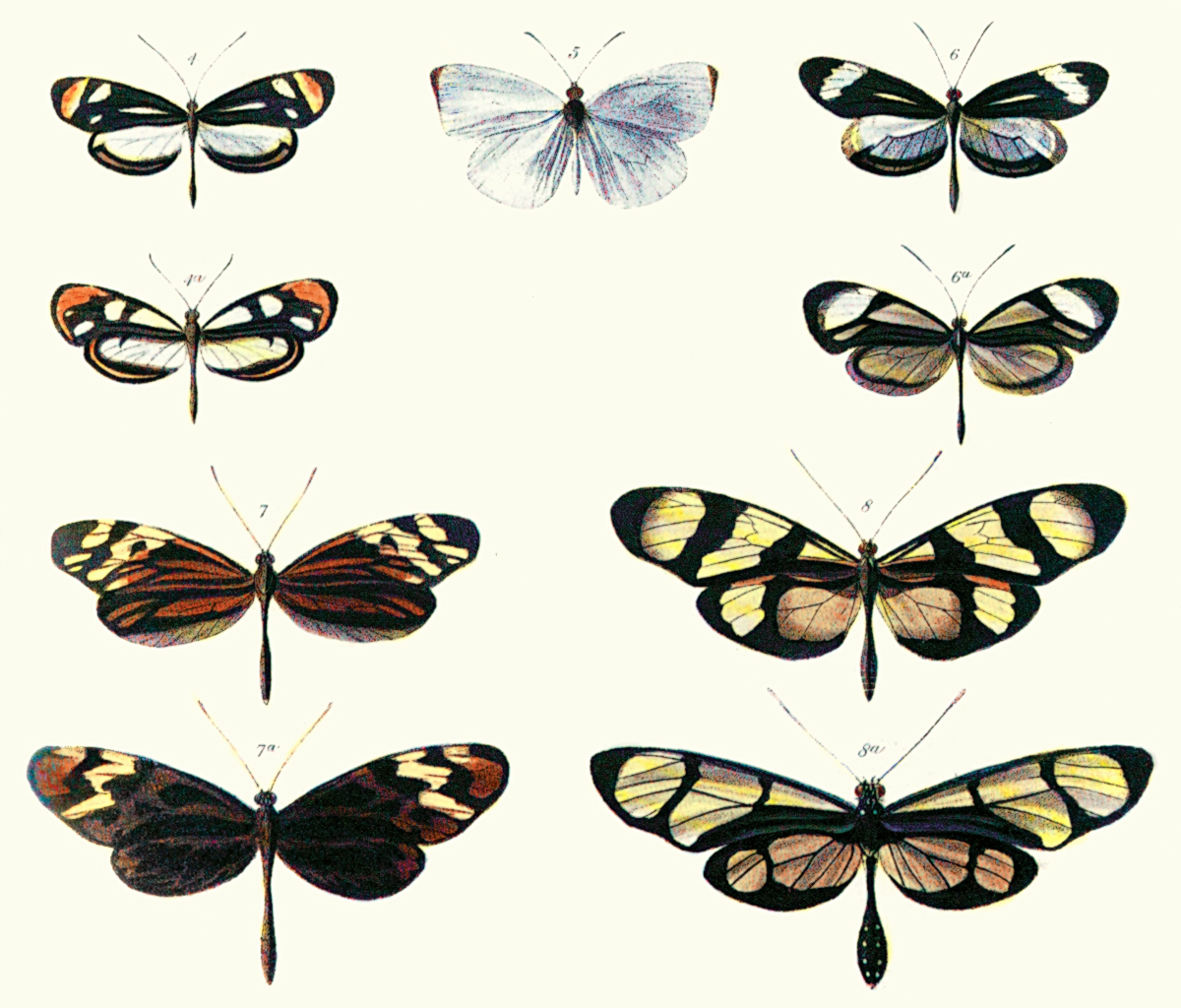
Làmina de Bates (1862) il·lustrativa del mimetisme batesià entre espècies de Dismorphia (primera i tercera filera) i diversos Ithomiini (Nymphalidae) (segona i quarta filera).

El mimetisme de Bates o mimetisme batesià és un dels dos tipus de característiques de mimetisme (l'altra és el Mimetisme de Müller).
El mimetisme batesià és el fenomen pel qual dues o més espècies són similars en aparença, però només una d'elles està armada amb mecanismes de defensa enfront dels depredadors (espines, fiblons, productes químics tòxics, o fins i tot gust desagradable), mentre que el seu aparent doble no té aquestes característiques. La segona espècie no té cap altra defensa que la seva semblança amb la primera, cosa que li confereix protecció, donat que els depredadors associen la semblança amb una certa mala experiència prèvia. El mimetisme batesià rep el nom de Henry Walter Bates que el va estudiar en papallones de la conca del riu Amazones al segle xix.
Aquest tipus de mimetissme s'observa, per exemple, en el cas de les mosques inofensives de les famílies Syrphidae i Bombyliidae que semblen abelles i vespes. En els vertebrats n'hi ha en serps de corall molt verinoses imitades per diverses espècies inofensives com Oxyrophus rhombifier i Lystrophis semicinctus.